# ليفوريست
ليفوريست (بالفرنسية: Leforest)‏ هي بلدية تقع في إقليم باد كاليه من منطقة نور با دو كاليه في شمال فرنسا. تبلغ مساحة هذه المدينة 6.22 (كم²)، وترتفع عن سطح البحر 24 م، يبلغ عدد سكانها 7129 نسمة حسب إحصاء المعهد الوطني للإحصاء والدراسات الاقتصادية سنة 2009 م. وترأس Christian Musial البلدية خلال فترة (2008-2014).